# Mehdi Achawan Sales
Mehdi Achawan Sales (persisch مهدی اخوان ثالث, DMG Mehdī-ye Aḫawān-e S̱āles̱, anhörenⓘ; englisch Mehdi Akhavan-Sales; * 1. März 1929 in Maschhad, Iran; † 26. August 1990 in Teheran) Pseudonym M. Omid (م. امید, ‚Hoffnung‘) war ein iranischer Dichter. Er ist einer der Pioniere der Dichtung in Freien Versen in der persischen Sprache. In seinen Werken verbinden sich Elemente klassischer persischer Dichtung mit Neuerungen der modernen persischen Lyrik Nimā Juschidschs.

## Leben
Achawan-e Sales wurde 1928 in Maschhad geboren. Nach dem Abitur war er zunächst Volksschullehrer. Er wurde nach dem Sturz Mohammad Mossadeghs 1953 zusammen mit anderen politischen Aktivisten eingesperrt. Seine Tochter Laleh wurde während seiner Gefangenschaft geboren.
Nach seiner Freilassung aus dem Gefängnis 1957 begann er eine Arbeit beim Hörfunk in Teheran und wurde schon kurz danach nach Chuzestan versetzt, um für das Fernsehen zu arbeiten. Später unterrichtete er Literatur im Hörfunk und im Fernsehen sowie an der Universität. Nach der Iranischen Revolution von 1979 wurde er in die Iranian Academy of Artists and Writers aufgenommen. 1981 wurde er gezwungen, von der öffentlichen Arbeit ohne Bezahlung zurückzutreten. 1990 reiste er mit einer Einladung einer deutschen Künstlerorganisation zum ersten Mal ins Ausland. Einige Monate nach seiner Rückkehr starb er im Mehr-Hospital in Teheran. Er wurde auf dem Areal des Mausoleums von Ferdausi in Tūs beigesetzt.

## Werke

### Gedichte
- Organon (persisch ارغنون, DMG arġanūn, ‚Orgel‘), 1951
- Winter (زمستان, DMG zemestān), 1956
- The Ending of Schahname (آخر شاهنامه, DMG āḫar-e šāhname, ‚Das Ende des Königsbuches‘), Teheran, 1959
  - Löwenzahnsamen. (übersetzt von Kurt Scharf): In: die horen 26 (1981), Band 2, Ausgabe 122, S. 18 f.
- From This Avesta (از اين اوستا, DMG az īn awestā, ‚Aus diesem Awesta‘), 1965
- The Hunt (منظومهٔ شكار, DMG manẓūme-ye šekār, ‚Die Jagd in Gedichten‘), 1966
- Autumn in Prison (پائيز در زندان, DMG pā’īz dar zendān, ‚Herbst im Gefängnis‘), 1969
- Love Lyrics and Azure (عاشقانه ها و کبود, DMG ‘āšeqāne-hā wa kabūd, ‚Liebeslyrik und die Farbe Himmelblau‘), 1969
- Best Hope (بهترين اميد, DMG behtarīn omīd, ‚Beste Hoffnung‘), 1969
- Selected Poems (گزيدهٔ اشعار, DMG gozīde-ye aš‘ār, ‚Ausgewählte Gedichte‘), Teheran 1970
  - Das Lied der Wachtel. (übersetzt von Kurt Scharf) In: die horen 26 (1981), Band 2, Ausgabe 122, S. 16
- In the Autumn's Small Yard in Prison (در حياط کوچک پاييز در زندان, DMG dar ḥayāṭ-e kūček-e pā’īz dar zendān, ‚Im kleinen Hof des Herbstes im Gefängnis‘), 1976
- Hell, but Cold (دوزخ اما سرد, DMG dūzaḫ ammā sard, ‚Die Hölle, aber kalt‘), 1978
- Life Dictates: Still We Must Live (زندگى مى گويد: اما باز بايد زيست, DMG Zendegī mī-gūyad: ammā bāz bāyad zīst, ‚Das Gefängnis sagt: Man muss dennoch leben‘), 1978
- O You Ancient Land, I Love Thee (تو را اى کهن بوم و بر دوست دارم, DMG to-rā ey kohan būm wa bar dūst dāram, ‚Dich liebe ich, du altes Land‘), 1989

### Andere Bücher
- I Saw Susa (شوش را ديدم, DMG Šūš-rā dīdam, ‚Ich sah Susa‘), 1972
- They Say That Ferdowsi (گويند كه فردوسى, DMG Gūyand ke ferdausī, ‚Sie sagen, dass Firdausi...‘), 1976
- An Ancient Tree and the Forest (درخت پير و جنگل, DMG deraḫt-e pīr wa ǧangal, ‚Der alte Baum und eer Wald‘), 1977
- And Now a New Spring (اينك بهار ديگر, DMG īnak bahār-e dīgar, ‚[Und] jetzt ein weiterer Frühling‘), 1978
- Fight on, oh Hero (بجنگ اى پهلوان, DMG be-ǧang ey pahlawān, ‚Kämpfe, o Held‘), 1978
- Nima Yushij's Innovations and Aesthetics (بدعت ها و بدايع نيما يوشيج, DMG bed‘at-hā wa badāye‘-e nīmā yūšiǧ, ‚Nima Yuschidschs bemerkenswerte Neuerungen‘), 1979
- Nima Yushij's Bequest (Ata va Laqa-i Nima Yushij عطا و لقاى نيما يوشيج, DMG ‘aṭā wa leqā-ye nīmā yūšīǧ, ‚Das Vermächtnis Nima Yuschidschs‘), 1983